# Mie

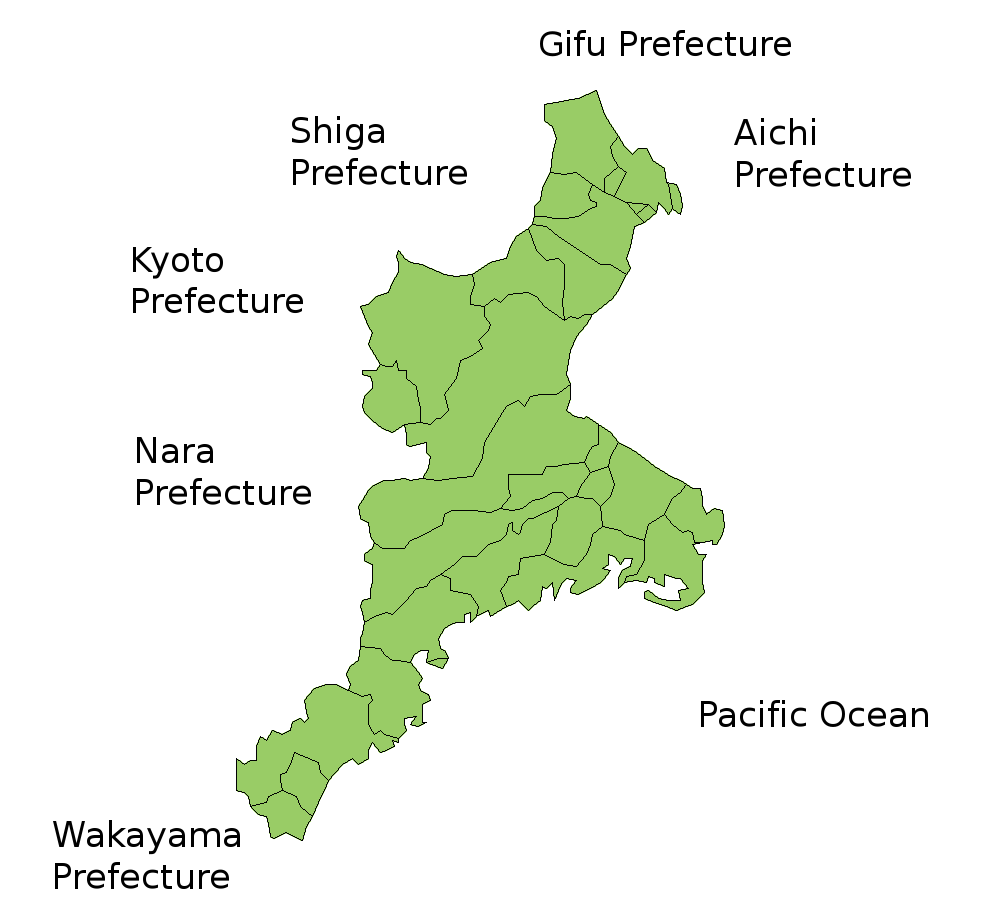
Mapa da prefeitura de Mie.

Mie (三重県, Mie-ken) é uma prefeitura do Japão localizada na região de Kansai, na ilha de Honshu. Sua capital é a cidade de Tsu.

## História

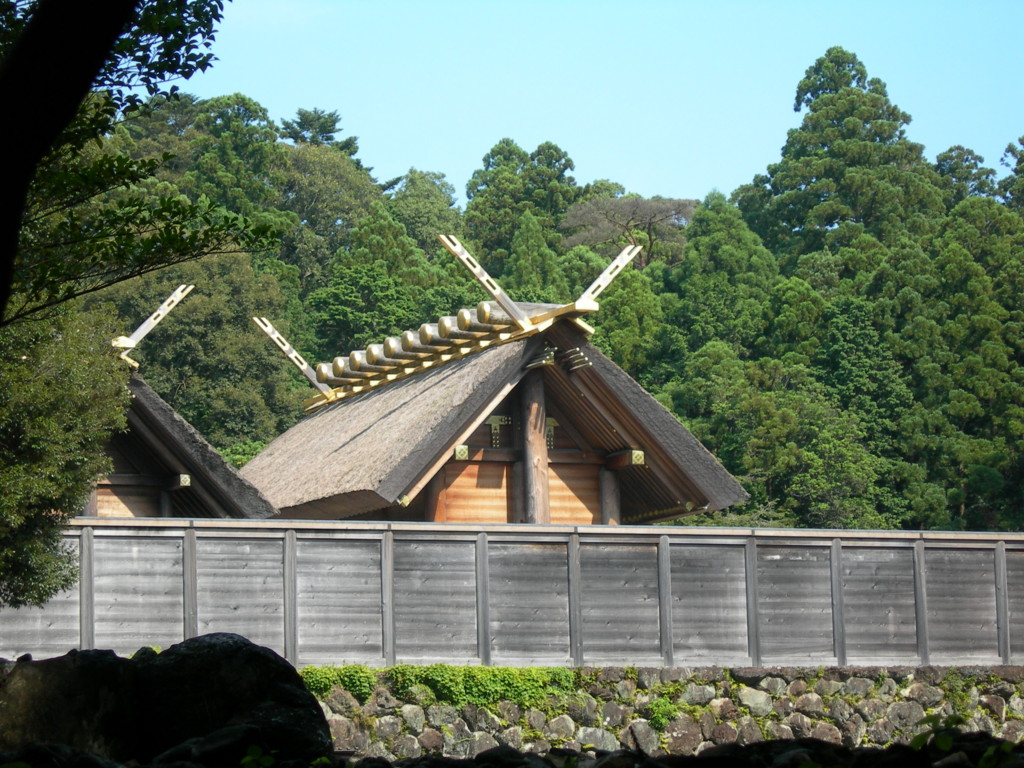
"Santuário de Ise"

Até a Restauração Meiji, a prefeitura de Mie era conhecida como as prefeituras de Ise e de Iga.
Há evidências de ocupação humana em Mie desde mais de 10 mil anos atrás. Durante os períodos Jomon e Yayoi, comunidades agrícolas começaram a se formar ao longo dos rios e das áreas costeiras da região. Acredita-se que o Santuário de Ise foi construído durante o período Yayoi, e no século VII, a Residência Imperial de Saiku foi construída onde hoje é a cidade de Meiwa para servir como residência e centro administrativo para Saio, uma Princesa Imperial que serviu como sacerdotisa do Santuário de Ise.
Durante o Período Edo, a região hoje conhecida como prefeitura de Mie consistia de alguns domínios feudais, cada um controlado por um senhor feudal. Foram construídas as redes de transporte, incluindo as rodovias de Tokaido e Ise. Cidades portuárias como Ohminato, Kuwana e Anotsu, correios e cidades fortificadas surgiram. Peregrinações em direção ao Santuário de Ise também se tornaram populares.
Após a Restauração Meiji, as antigas províncias de Ise, Shima e Iga, bem como uma parte da região leste da província de Kii, foram fundidas e dividas várias vezes. Em 1871, a região dos Três Rios de Kiso, ao norte de onde hoje se encontra a cidade de Tsu, tornou-se a prefeitura de Anotsu, enquanto a região sul tornou-se a prefeitura de Watarai. Em 1872, Anotsu teve sua sede mudada da cidade de Tsu para Yokkaichi e a prefeitura foi renomeada como Mie. Devido a várias razões, incluindo a grande possibilidade de Mie se fundir com Watarai, a sede da prefeitura retornou a Tsu no ano seguinte, e a prefeitura de Mie ganhou as formas que tem hoje em 1876, quando se fundiu com sua vizinha do sul.
O nome Mie supostamente surgiu de um comentário sobre a região feito por Yamato Takeru em seu caminho de volta depois de conquistar as regiões a leste.
Em 1959, muitas vidas foram perdidas tendo em vista que algumas áreas de Mie foram devastadas pelo Tufão Ise-wan, o tufão mais forte a atingir o Japão que já foi registrado na história. Plantações foram destruídas, diques foram derrubados, ruas e ferrovias danificadas e um grande número de pessoas se feriu ou perdeu suas casas.

## Geografia
A prefeitura de Mie forma a parte leste da Península de Kii, e faz fronteira com as prefeituras de Aichi, Gifu, Shiga, Kyoto, Nara e Wakayama. É considerada uma prefeitura das regiões de Kansai e de Tokai, devido a sua proximidade geográfica com Aichi e sua influência cultural de Kansai, como o fato de o dialeto de Kansai ser falado em Mie. Tradicionalmente, a região de Mie sempre foi considerada parte de Kansai.

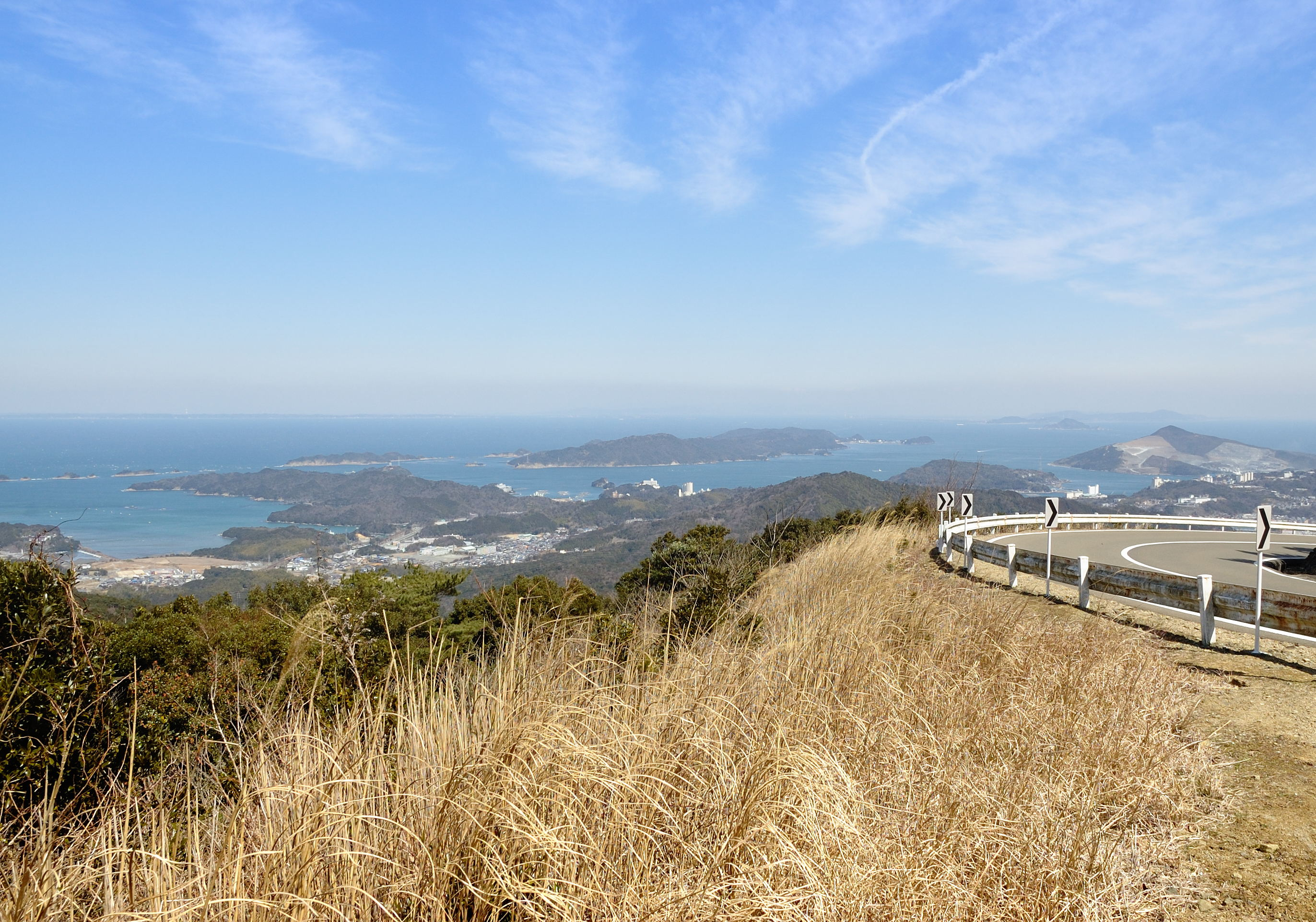
Litora de Mie, perto de Toba (Mie)

A prefeitura de Mie mede 170 km de norte a sul e 80 km de leste a oeste, sendo composta de 5 áreas geográficas distintas. O noroeste de Mie é formado pelas Montanhas Suzuka; ao longo do litoral da Baía de Ise desde a fronteira com a prefeitura de Aichi até a cidade de Ise (Mie) está a Planície de Ise, onde a maior parte da população da prefeitura vive; ao sul da Planície de Ise localiza-se a Península de Shima; na fronteira com a prefeitura de Nara, no centro-oeste, está a Bacia de Iga; e cruzando do centro de Mie às suas fronteiras no sul localiza-se a região montanhosa de Nunobiki.
Mie tem um litoral que se prolonga por 1 094,9 km e, no ano de 2000, os 5 776,44 km² de território podiam ser divididos em 64,8% de florestas, 11,5% de agricultura, 6% de área residencial, 3,8% de estradas e 3,6% de rios. Os demais 10,3% não foram classificados. A Planície de Ise tem um clima relativamente moderado, variando em torno de 14 ou 15 grais Celsius no ano. A Bacia de Ise tem maior variação na temperatura diária e temperaturas médias 1 ou 2 graus mais frias do que a Planície de Ise. O sul de Mie, sul da Península de Shima, tem um clima marinho agradável, sendo que a região de Owase tem umas das maiores precipitações do Japão.

### Cidades
Em negrito, a capital da prefeitura.
- Iga
- Inabe
- Ise
- Kameyama
- Kumano
- Kuwana
- Matsusaka
- Nabari
- Owase
- Shima
- Suzuka
- Toba
- Tsu
- Yokkaichi

### Distritos
- Distrito de Inabe
- Distrito de Kitamuro
- Distrito de Kuwana
- Distrito de Mie
- Distrito de Minamimuro
- Distrito de Taki
- Distrito de Watarai

## Economia
A prefeitura de Mie sempre foi considerada uma ligação entre o leste e o oeste do Japão, graças aos caminhos de peregrinação de Tokaido e Ise. O artesanato tradicional, como as tranças de Iga, a cerâmica de Yokkaichi Banko, a tinta de Szuka, a cerâmica de Iga e o katagami de Ise, floresceu. Com 65% do território da prefeitura consistindo de florestas e com mais de mil quilômetros de litoral, Mie sempre foi associada como as indústrias madeireira e de pesca. Mie também produz chá verde, carne, pérolas e frutas, principalmente tangerina.
A região norte de Mie abriga um grande número de indústrias manufatureiras, principalmente maquinário de transporte (veículos e navios) e de química pesada, como refinarias de petróleo. A prefeitura também está se expandindo para indústrias mais avançadas, como a de semicondutores e telas de cristal líquido.

## Turismo

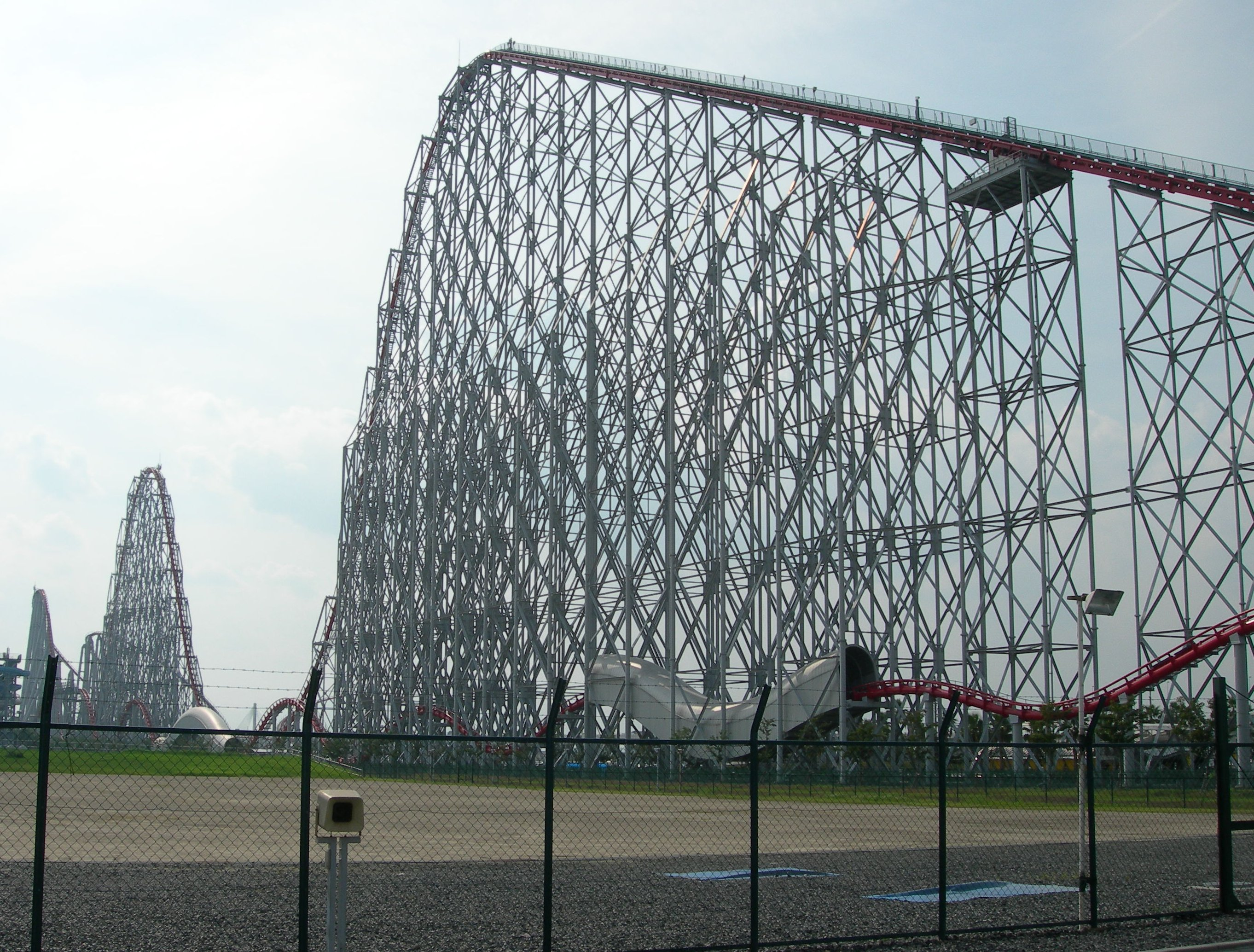
Steel Dragon 2000, em Nagashima Spa Land

### Lugares famosos
- Santuário de Ise – o santuário xintoísta mais sagrado do Japão.
- Kumano Kodō - Patrimônio da Humanidade. Uma antiga estrada no sul de Mie que era usada para peregrinações.
- Iga – lugar de origem dos ninjas que abriga o Museu Ninja de Iga.
- Onsen Sakakibara – Onsen famoso perto de Tsu. Considerado o terceiro melhor onsen do Japão.
- Onsen Yunoyama – Onsen famoso perto de Yokkaichi que localiza-se no topo do Monte Gozaisho.
- Nagashima Spa Land – Um dos maiores parques de diversões do Japão, localizado em Kuwana. Os brinquedos mais procurados são o Steel Dragon 2000, o White Cyclon e o Giant Fresbee. Também possui uma grande piscina para o lazer no verão.
- Ilha das Pérolas de Mikimoto – Museu em Toba dedicado a Kokichi Mikimoto, inventor da cultivação de pérolas.
- Circuito de Suzuka – a mais famosa pista de corrida do Japão.
- Saiku – lugar onde se encontra a residência Imperial do Período Heian, com um moderno museu e construções reformadas do período.

## Estados-irmãos
- São Paulo, Brasil
- Henan, China
- Valência, Espanha